# Vasil Garvanliev
Vasil Garvanliev (født 2. november 1984) er en nordmakedonsk sanger.
Den 15. januar 2020 blev det annonceret, at han internt var blevet valgt af tv-stationen MRT til at repræsentere Nordmakedonien ved Eurovision Song Contest 2020 i Rotterdam. Eurovision Song Contest 2020 blev imidlertid aflyst på grund af COVID-19-pandemien.
Tidligere var Garvanliev korsanger for Tamara Todevska ved Eurovision Song Contest 2019, der ligeledes repræsenterede Nordmakedonien.